# Société de transport de Montréal
La Sociedad de Transporte de Montreal (del francés: Société de transport de Montréal (STM)) es una agencia de transporte público que opera autobús de tránsito, y los servicios de tránsito rápido en Montreal, Quebec. Fundada en 1861, ha crecido hasta incluir cuatro líneas de metro, con un total de 68 estaciones, así como más de 186 rutas de autobús y 23 rutas nocturnas.
El STM opera el cuarto sistema más utilizado urbano de transporte masivo en América del Norte, después de que la Autoridad de Tránsito de Nueva York, Comisión de Tránsito de Toronto y el Metro de la Ciudad de México. A partir de 2011, el número de pasajeros promedio diario es de 2.524.500 pasajeros:. 1.403.700 por bus, 1.111.700 por transporte rápido y 9.200 por el servicio paratransito.

## Historia
Varias otras empresas de transporte público existían antes de la creación del STM. De 1861 a 1886, la Montreal City Passenger Railway Company operaba una pequeña red de tranvías tirados por caballos.
Luego, en 1886, la compañía cambió su nombre por el de Montreal Street Railway Company. El primer tranvía eléctrico apareció en 1892 y fue apodado «El Cohete». La compañía experimentó otro cambio de nombre en 1893: MSTR se convirtió en el MTR de Montreal Island Beltline Railway. Un año más tarde, la red estaba totalmente electrificada y en 1894, el último tranvía tirado por caballos fue puesto fuera de servicio. De 1910 a 1911, la empresa pasó a denominarse Montreal Public Service Corporationantes de cambiar de nuevo a Montreal Tramways Company.